# 金彩瑛
金 彩瑛（キム・チェヨン、김채영、きん さいえい、1996年1月15日 - ）は、韓国の囲碁棋士。梁宰豪九段、崔珪昞九段、李廷宇九段門下、韓国棋院所属、九段。女流国手戦優勝、呉清源杯世界女子囲碁選手権優勝など。父は金成来（김성래）六段、妹の金多瑛もプロ棋士。

## 経歴
6歳の時に母の勧めで囲碁学校に通う。2011年初段。2013年黄龍士双登杯で韓国チームの一番手として出場し4人抜き、女流棋戦戦ベスト8。2014年女流国手戦決勝で朴鋕恩を2-1で敗って優勝、穹窿山兵聖杯世界女子囲碁選手権ベスト16、スポーツアコードワールドマインドゲームズ女子個人戦準優勝。2016年、黄龍士双登杯で2度目の4人抜き。2017年三段。2018年四段、呉清源杯世界女子囲碁選手権に優勝して五段昇段。2020年六段。2021年七段。
韓国女子囲碁リーグでは2015年から出場、2017年は浦項チームで13勝2敗の成績で最多勝（ポストシーズンは3勝0敗）、MVPで、優勝に貢献した。中国女子甲級リーグにも2017年から出場。韓国囲碁棋士ランキングでは2022年66位。

### タイトル歴
- 呉清源杯世界女子囲碁選手権 2018年
- プロ女流国手戦 2014年, 24年
- IBK企業銀行杯女子囲碁マスターズ 2024

### 他の棋歴
国際棋戦
- スポーツアコードワールドマインドゲームズ 2014年女子個人戦準優勝
- 呉清源杯世界女子囲碁選手権 2022年ベスト4
- 華頂茶業杯世界女流囲碁団体戦/天台山森然楊帆杯世界女子囲棋団体選手権戦
  - 2013年 2-1（×王晨星、○奥田あや、○張正平）
  - 2018年 3-0（○李赫、○上野愛咲美、○張凱馨）
  - 2019年 3-0（○陸敏全、○楊子萱、○上野愛咲美）
- 黄龍士双登杯世界女子囲棋勝抜戦/黄竜士精鍛科技杯世界女子囲棋団体戦
  - 2013年 4-1（○宋容慧、大澤奈留美、○陳一鳴、○石井茜、×於之瑩）
  - 2015年 0-1（×宋容慧）
  - 2016年 4-1（○木部夏生、○王祥雲、○青木喜久代、○宋容慧、×謝依旻）
  - 2019年 0-1（×周泓余）
- おかげ杯国際新鋭対抗戦 2016年 優勝
- 湖盤杯ソウル新聞世界女子囲碁覇王戦 2022年 1-1（○呉依銘、×藤沢里菜）

国内棋戦等
- プロ女流国手戦 2017年準優勝
- 韓国製紙女子棋聖戦 2019年準優勝、2020年準優勝、2022年3位
- Dr.G女子最高棋士決定戦 2023年準優勝
  - 2021年 リーグ 4-3
- 韓国女子囲碁リーグ
  - 2015年（ポスコケムテク）7-5
  - 2016年（ポスコケムテク）9-5
  - 2017年（ポスコ・ケムテク）12-2
  - 2018年（ソウル富光薬品）12-2
  - 2019年（ソウル富光薬品）10-4
  - 2020年（ソウル富光薬品）11-3
  - 2021年（三陟海上ケーブルカー）7-7
  - 2022年（三陟海上ケーブルカー）10-4
- 大方建設杯シニアvs女子囲碁リーグチャンピオンカップ 2022年 2-0（○崔珪昞、○姜勲）
- GGオークション杯女流対シニア連勝対抗戦
  - 2015年 0-1（×劉昌赫）
  - 2018年 1-0（○徐奉洙）
  - 2019年 0-1（×韓鐘振）
  - 2022年 5-1（○徐武祥、○韓鐘振、○安祚永、○崔明勲、○李昌鎬、×趙漢乗）
- ニュースピムGAM杯女子囲碁最強戦 2022年 0-2（×崔精、×金恩持）
- 中国女子囲棋甲級リーグ戦
  - 2017年（蕪湖華閥門）7-2
  - 2019年（武漢晴川学院）6-3
  - 2020年（武漢晴川学院）2-6

## 注
1. ↑  CYBER ORO「’반상의 당갈' 3부녀 바둑가족의 새해꿈은 금메달~」